# Emma Kaili Metcalf Beckley Nakuina
Emma Kailikapuolono Metcalf Beckley Nakuina, née le 5 mars 1847 et morte le 27 avril 1929, est l'une des premières femmes juges, conservatrices et écrivaines culturelles hawaïennes. Descendante d'un cultivateur de canne à sucre américain et d'une grande cheffesse hawaïenne, elle fait ses études à Hawaï et en Californie. Elle est conservatrice du Musée national hawaïen de 1882 à 1887 et commissaire des voies privées et des droits sur l'eau de 1892 à 1907. Dans son rôle de commissaire du gouvernement, elle est souvent considérée comme la première femme juge d'Hawaï. Au début des années 1900, elle devient partisane du mouvement pour le suffrage des femmes sur le territoire d'Hawaï. Nakuina est également une écrivaine prolifique sur le thème de la culture et du folklore hawaïens et ses nombreuses œuvres littéraires incluent Hawaii, Its People, Their Legends (1904).

## Biographie

### Jeunesse et famille
Nakuina nait le 5 mars 1847 dans la propriété familiale à Kaua'ala, dans la vallée de Manoa, sur ce qui est aujourd'hui le campus de l'université d'Hawaï à Manoa,,. Son père Theophilus Metcalf, originaire du comté d'Ontario, est arrivé à Hawaï le 19 mai 1842 et est naturalisé citoyen le 9 mars 1846. Il travaille comme planteur de sucre et arpenteur gouvernemental pendant le Grand Mahele. Sa mère, Kailikapuolono, est une descendante des lignées ali'i d'Oahu, traditionnellement associées aux sites de naissance de Kūkaniloko, où naissaient autrefois les chefs les plus hauts gradés des îles. Son arrière-grand-père maternel est Nahili, un chef de l'île d'Hawaï et l'un des généraux du roi Kamehameha I lors de sa conquête des îles hawaïennes. Sa famille maternelle est considérée comme appartenant à la classe hawaïenne des kaukau ali'i, ou des chefs de rang inférieur au service de la famille royale.
Nakuina fait ses études à la Sacred Hearts Academy et à l'école Punahou à Honolulu. Son père lui donne des cours particuliers dans de nombreuses langues, notamment le grec, le latin, l'hébreu, le français, l'allemand, l'anglais et l'hawaïen. En 1866, elle se prépare à fréquenter le Young Ladies Seminary (aujourd'hui Mills College) à Benicia. Aucune trace de sa fréquentation n'existe dans les archives du Mills College. Son père est décédé le 6 août 1866, alors qu'il est en visite à Oakland, peut-être pour l'installer dans sa nouvelle école, et elle décide de rester à Hawaï,. Très jeune, le roi Kamehameha IV lui ordonne de suivre une formation sur les droits et coutumes traditionnelles.

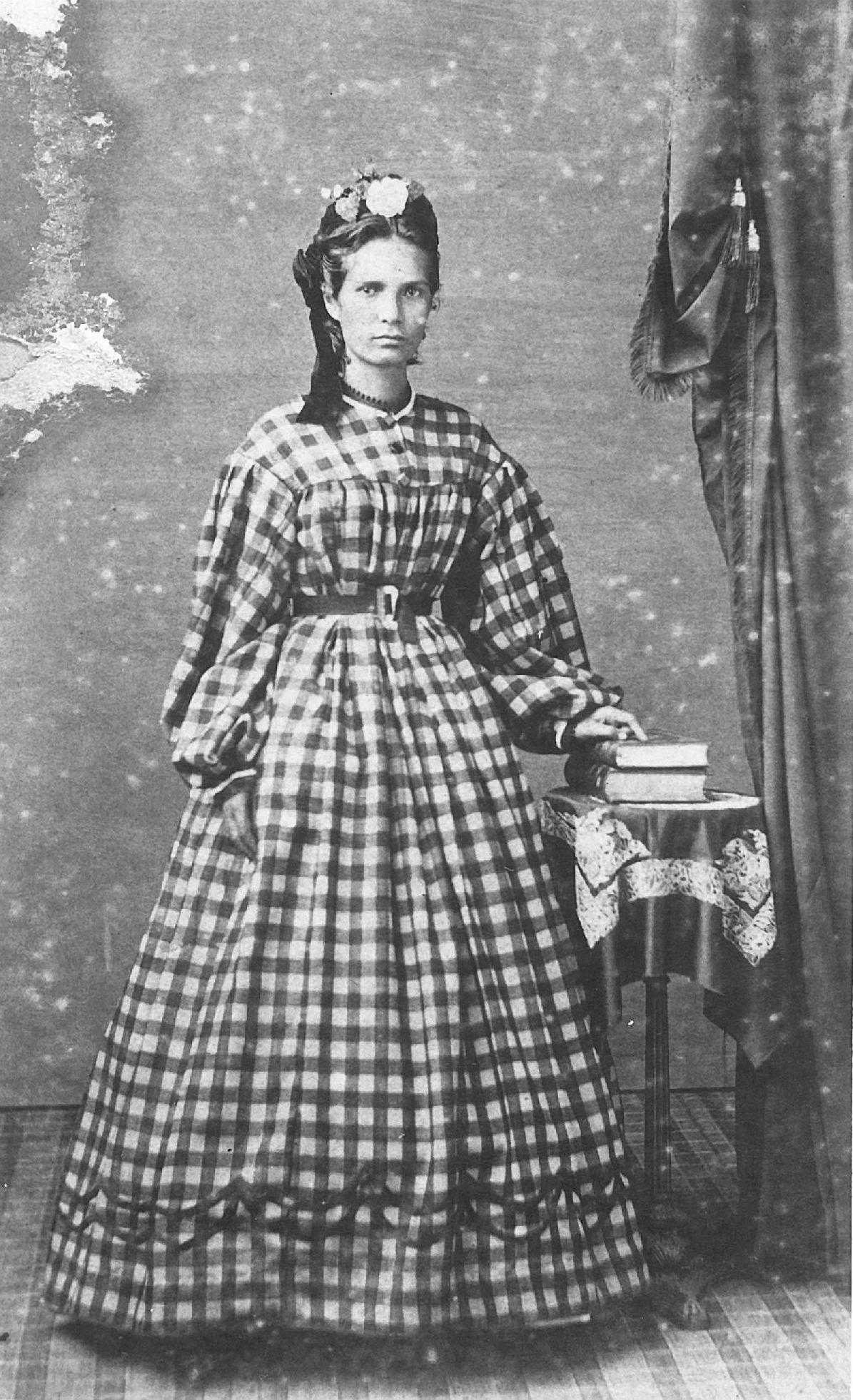
Emma Metcalf, photographie de Charles Leander Weed, v. 1865

Le 3 décembre 1867, elle épouse Frederick William Beckley Sr. (1845-1881), un noble en partie hawaïen comme elle. Elle est la dame d'honneur de la reine Kapi'olani, l'épouse du roi Kalākaua, tandis que son mari est chambellan de la maison royale et dans le gouvernement hawaïen en tant que membre de la Chambre des représentants et gouverneur royal de Kauai. Ils ont sept enfants, dont son fils Frederick William Beckley Jr. (1874-1943) et sa fille Sabina Beckley Hutchinson (1868-1935). Beckley Sr. meurt en 1881, laissant Nakuina veuve,. En 1887, elle se remarie avec le révérend Moses Kuaea Nakuina (1867-1911). Neveu du ministre des Finances Moses Kuaea, il est vingt ans plus jeune et également descendant de la noblesse hawaïenne,. Ils ont deux enfants : un fils nommé Irving Metcalf Nakuina, né et décédé en 1888, et une fille qui a contracté la lèpre et est envoyée à la colonie de lèpre de Kalaupapa.
Un article de journal paru le 16 octobre 1916 dans le Honolulu Star-Bulletin affirme qu'Emma est la marraine de la princesse Kaʻiulani, la nièce de Kalākaua et la dernière héritière du trône hawaïen.

### Carrière
Après la mort de son premier mari, Walter Murray Gibson, peut-être à la suggestion du roi Kalākaua, nomme Nakuina conservatrice du Musée national hawaïen et de la bibliothèque gouvernementale. Elle utilise le titre de curatrice dans les documents officiels. Le salaire de ce poste gouvernemental l'aide à subvenir aux besoins de ses enfants. Au cours de son mandat de conservatrice gouvernementale, Nakuina contribue à élargir la collection du musée, situé à l'étage supérieur d'Aliiolani Hale, le bâtiment gouvernemental, et s'impose comme une autorité en matière de légendes et d'histoire traditionnelles hawaïennes avec un certain nombre de publications.. Elle aide les écrivains Thomas G. Thrum et William DeWitt Alexander dans plusieurs de leurs œuvres, en tant que conseillère culturelle et traductrice. Après la chute de l'administration Gibson en 1887, le financement du musée est supprimé et les collections sont ensuite incorporées au Bishop Museum.
En 1892, elle est nommée commissaire aux voies privées et aux droits d'eau du district de Kona, sur l'île d'Oahu, correspondant à la capitale Honolulu et ses environs. Nakuina est choisie pour ce poste spécifiquement en raison de sa connaissance des droits traditionnels sur l'eau, et elle est chargée de résoudre les problèmes d'utilisation et de droits de l'eau. Elle occupe ce poste de 1892 à 1907, date à laquelle les pouvoirs sont transférés aux tribunaux de circuit. Au cours de son mandat, elle travaille sous la monarchie jusqu'au renversement du royaume d'Hawaï en 1893. Afin de rester à son poste gouvernemental, elle prête serment d'allégeance aux régimes ultérieurs du gouvernement provisoire, de la République et du territoire d'Hawaï. Bien qu'elle n'ait jamais détenu le titre officiel, elle est souvent considérée comme la première femme juge d'Hawaï,.
En mars 1893, elle devient membre de la Hui Aloha 'Āina o Na Wahine (Ligue patriotique des femmes hawaïennes) ou Hui Aloha 'Āina for Women. Ce groupe patriotique est fondé peu de temps après son homologue masculin, le Hui Aloha 'Āina for Men, pour s'opposer au renversement et aux projets d'annexion des îles aux États-Unis et pour soutenir la reine déchue. Nakuina sert d'interprète de l'organisation pendant un mois jusqu'à ce qu'un différend éclate entre deux factions du groupe. La divergence est centrée sur le texte d'un mémorial demandant la restauration de la monarchie, qui doit être présenté au commissaire américain James Henderson Blount, envoyé par le président Grover Cleveland pour enquêter sur le renversement. Le mémorial original utilisait le mot « Reine » en omettant le nom de Lili'uokalani. Une petite faction composée de femmes hawaïennes âgées de sang pur s'opposent à cette enquête et soupçonnent qu'il s'agissait d'un stratagème de la part des Hawaïens plus jeunes et instruits pour mettre Kapi'olani ou Ka'iulani sur le trône à la place. Un deuxième mémorial est rédigé incluant le nom de Liliʻuokalani et les architectes originaux du premier mémorial, y compris Nakuina, démissionnent ou sont remplacés. Nakuina est remplacée par Mary Ann Kaulalani Parker Stillman.
En 1895, Nakuina contribue à la fondation de la Hawaiian Relief Society dans son bureau pour aider les victimes d'une épidémie de choléra dans les îles. Elle cofonde l'organisation avec d'autres femmes hawaïennes de premier plan, dont Elizabeth Keka'aniau, Abigail Kuaihelani Campbell et Emilie Widemann Macfarlane, membres de Hui Aloha 'Āina for Women.
En 1897, Nakuina est mentionnée dans un article de Janet Jennings, du Chicago Times-Herald, sur le rôle et le statut important des femmes en partie hawaïennes dans la nation hawaïenne, qui la décrivait comme « une femme intelligente et accomplie, dont les connaissances scientifiques font d'elle une figure unique dans les cercles politiques et sociaux d'Honolulu ».

### Fin de vie
Plus tard dans sa vie, Nakuina revient à l'écriture. Elle devient l'une des premières femmes membres de la Société historique hawaïenne et rejoint l'organisation civique Daughters of Hawaii. En 1904, elle écrit son unique livre, Hawaii, Its People, Their Legends, publié par le Hawaiian Promotion Committee. Il vise à faire découvrir aux touristes la culture d'Hawaï, mais est également imprégné de son propre sentiment de fierté pour son héritage hawaïen et de son amertume face aux effets négatifs de l'influence étrangère sur les îles. Selon Cristina Bacchilega, cette publication est un exemple caché de défiance féminine contre le monde occidental.
En 1917, Nakuina organise une fête pour Almira Hollander Pitman, une éminente suffragiste des États-Unis continentaux, et son mari Banjamin Franklin Pitman. Le rassemblement attire de nombreux suffragistes de la classe supérieure d'Honolulu, dont Wilhelmine Widemann Dowsett, présidente de la National Women's Equal Suffrage Association of Hawaii, et Emma Ahuena Taylor, qui demande à Almira Pitman d'épouser la cause des femmes du territoire d'Hawaï. Cette réunion et les réunions ultérieures avec le Honolulu Women's Club incitent Almira Pitman à écrire à ses relations dans son pays, ce qui contribue à faire adopter un projet de loi au Congrès autorisant la législature territoriale d'Hawaï à légiférer sur la question du droit de vote des femmes. Un projet de loi local est prévu en 1919 pour accorder le droit de vote aux femmes d'Hawaï. Il est remplacé avant de pouvoir être adopté lorsque, l'année suivante, le Congrès adopte le dix-neuvième amendement, accordant à toutes les femmes des États-Unis le droit de vote,.
Nakuina décède le 27 avril 1929 dans la maison de son fils, à l'âge de quatre-vingt-deux ans. Elle est enterrée au cimetière d'Oahu avec son deuxième mari, Moses Nakuina. En 2017, Hawaiʻi Magazine classe Nakuina parmi les femmes les plus influentes de l'histoire hawaïenne.

## Publications et ouvrages
Liste ci-dessous les œuvres connues d'Emma Kaili Metcalf Beckley Nakuina par ordre chronologique :
- Mrs. Emma Metcalf Beckley, Hawaiian Fisheries and Methods of Fishing, With An Account Of The Fishing Implements Used By The Natives Of The Hawaiian Islands, Honolulu, Minister of Foreign Affairs, 1883 (lire en ligne)
- Kaili. “Hiiaka. A Hawaiian Legend by a Hawaiian Native. A Legend of the Goddess Pele, Her Lover Lohiau and her Sister Hiiakaikapoliopele.” Daily Pacific Commercial Advertiser, August 25 – October 13, 1883. (Reprinted in Nimmo, H. Arlo. Pele, Volcano Goddess of Hawaiʻi: A History, 2011: 50–75.)
- E. M. B. (Beckley, Emma M.). “Kahalaopuna: A Legend of Manoa Valley.” Saturday Press, December 8, 1883: 2, c. 1–4. (Reprinted as “Kahalaopuna, Princess of Manoa” in Thrum’s Hawaiian Folk Tales, 1907.)
- Beckley, Mrs. Emma Metcalf. “The Legend of the Fishhook, called Na-iwi-o-Pae, now in the Government Museum.” Honolulu Almanac and Directory, 1884: 39–40.
- Beckley, Emma Metcalf. “Mrs. Beckley’s Report on the Library,” and “Mrs. Beckley’s Report on the Museum.” Report of the Minister of Foreign Affairs [to the Legislature], 1884.
- Beckley, Emma Metcalf. “Mrs. Beckley’s Report on the Library and Museum,” and “Mrs. Beckley’s Report on Her Visit to Molokai.” Report of the Minister of Foreign Affairs [to the Legislature], 1886.
- Alexander, W. D. (Beckley, Emma Metcalf and Harriet Green, translators). He Buke No Ke Ola Kono No Kamalii, 1887.
- Nakuina, Emma. “Historical Catalogue of the Museum.” Compiled between 1882–1887. This document is handwritten, and housed in the Bishop Museum archives.
- His Hawaiian Majesty Kalakaua (Beckley, Mrs. E., contributor). The Legends and Myths of Hawaii, 1888.
- Nakuina, E. M. B. “The Punahou Spring: A Legend.” Hawaiian Annual and Almanac, 1893. (Reprinted in Hawaii’s Young People, Sept. 1901; Thrum’s Hawaiian Folk Tales, 1907; and Paradise of the Pacific, March 1917.)
- Nakuina, Mrs. Emma M. “Hawaiian Sharks.” Paradise of the Pacific, June 1893: 82.
- Nakuina, Mrs. Emma Metcalf. “Ancient Hawaiian Water Rights and Some Customs Pertaining to Them.” Hawaiian Almanac and Annual, 1894: 79–84.
- Nakuina, Emma M. “Caused by Poisoned Crabs, The Theory Advanced by a Well-known Hawaiian Woman.” The Hawaiian Gazette, September 6, 1895: 7, c. 1–2.
- Nakuina, Emma M. “The Woman’s Relief Society, Officers Elected and Plans Made to Assist Hawaiians.” The Hawaiian Gazette, September 10, 1895: 5, c. 6.
- Nakuina, E. M. B. “The Legend of the Shark-Man, Nanaue.” Hawaiian Historical Society Annual Report, 1896: 10–19. (Reprinted in Thrum’s Hawaiian Folk Tales, 1907; Hawaii’s Young People, October 1902; Hawaii’s Young People, April 1915.)
- Atkinson, A. T. and Emma M. Nakuina (contributor). “The Oldest Inhabitant,” Department of Public Instruction, Report of the General Superintendent of the Census, 1896: 123–124.
- Nakuina, E. M. B. “The Legend of Oahunui.” Hawaiian Annual and Almanac, 1897: 90–95. (Reprinted in Thrum’s Hawaiian Folk Tales, 1907.)
- Emma Metcalf Nakuina, Hawaii, Its People, Their Legends, Honolulu, T. H., 1904 (lire en ligne)
- Nakuina, Mrs. Emma. The Moʻo of Konahuanui. Paper read at the Daughters of Hawaii meeting, 1906.
- Nakuina, Mrs. E. M. Contributions to Hawaiian Folk Tales by Thomas G. Thrum, 1907.
- Nakuina, Mrs. Emma. Battle of Nuʻuanu. Draft prepared for the Daughters of Hawaii, to be read at the unveiling of a plaque placed at the Pali Lookout, commemorating the battle, 1907.
- Nakuina, Mrs. Emma. The Hawaiian Coat of Arms. Paper read at the Daughters of Hawaii meeting, 1911.
- Nakuina, Mrs. Emma. A Tradition of Kaimuki. Paper read at the Daughters of Hawaii meeting, 1912.
- Nakuina, Mrs. Emma. “The Royal Arms of Hawaii, to be Presented in Features of Program for Kauikeaouli Centenary.” Pacific Commercial Advertiser, March 15, 1914: 1.
- Nakuina, Emma K. “The Legend of the Kawaiahao Stone.” The Friend, August 1919: 181–182.
- Nakuina, Emma M. “The Legend of Kalaipahoa, The Famous Poison God of Molokai.” Paradise of the Pacific, May 1920: 31.
- Nakuina, Mrs. Emma. “The Springs of Wailele.” The Friend, April 1923: 81–82.